# Waldemar III. (Schleswig)
Waldemar III. (* vermutlich 1238; † 1257) war Herzog von Schleswig (1252–1257).

## Leben
Waldemar war der älteste Sohn König Abels von Dänemark aus dem Haus Estridsson und dessen Frau Mechthild von Holstein. Sein Geburtsdatum errechnet sich aus dem Hochzeitsdatum seiner Eltern 1237. Die drei Söhne Abels begründeten die „Abels-Linie“ der Estridsson-Dynastie, die im Herzogtum Schleswig bis zu ihrem Aussterben 1375 regierte. Abels Nachfolger als König wurde indes sein jüngerer Bruder Christoph I. Dessen Nachfahren stellten die Könige bis zum Erlöschen der Dynastie 1412. 
In jugendlichem Alter wurde Waldemar zum Studium nach Paris geschickt. Als der Vater 1250 König von Dänemark wurde, rief er ihn zurück nach Kopenhagen, um ihn als Nachfolger einzusetzen. Auf der Heimreise wurde er vom Erzbischof von Köln Konrad von Hochstaden gefangengesetzt. Als der Vater 1252 starb, war er noch nicht ausgelöst. Damit war seine Aussicht, König von Dänemark zu werden, hinfällig geworden. Statt seiner wählten die dänischen Stände Christoph, den Bruder seines Vaters, der zu Weihnachten 1252 krönen ließ. Die holsteinischen Grafen Johann I. und Gerhard I., die Brüder seiner Mutter, beanspruchten daraufhin für ihn das Herzogtum und kamen mit Truppen nach Sønderjylland. Gleichzeitig brachten sie das Lösegeld von 6.000 Mark Silber auf. 
Da König Christoph auch von anderer Seite bedrängt wurde – es gab schwere Auseinandersetzungen mit dem Erzbischof Jakob Erlandsen von Lund und dem Bischof Peder Bang von Roskilde –, fand er sich bereit, Waldemar das Herzogtum Sønderjylland als Lehen zu überlassen. 1253 erhielt Waldemar die Belehnung in Kolding. Trotzdem kam es im folgenden Jahr zu einem Zwist zwischen ihm und dem König, und dieser drang mit einem Heer bis zur Schlei vor. Näheres ist dazu nicht bekannt. Im Sommer 1257 nahm Waldemar noch an einem Friedenstreffen zwischen dem Dänenkönig Christoph und König Håkon IV. von Norwegen in Kopenhagen teil. Im selben Jahr starb er. Sein jüngerer Bruder Erich konnte erst nach Christophs Tod 1260 die Nachfolge übernehmen.

## Trivia
Herzog Waldemar III. darf nicht mit seinem Onkel Waldemar dem Jungen verwechselt werden, der 1209–1215 Herzog von Schleswig gewesen war und als Mitkönig seines Vaters Waldemar II. auch Waldemar III. genannt wird, beispielsweise auf der lateinischen Inschrift auf dessen 1855 verlegten Grabstein in der St.-Bendts-Kirche in Ringsted: Waldemarus Tertius Rex Daniae, Filius Waldemari Secundi, Waldemar III., König von Dänemark, Sohn von Waldemar II.
Auch darf Herzog Waldemar III. nicht mit dem 1326–1329 regierenden dänischen König Waldemar III. verwechselt werden, der nach seiner Absatzung als König bis zu seinem Tod 1364 als Waldemar V. Herzog von Schleswig war.